# 石川昭光

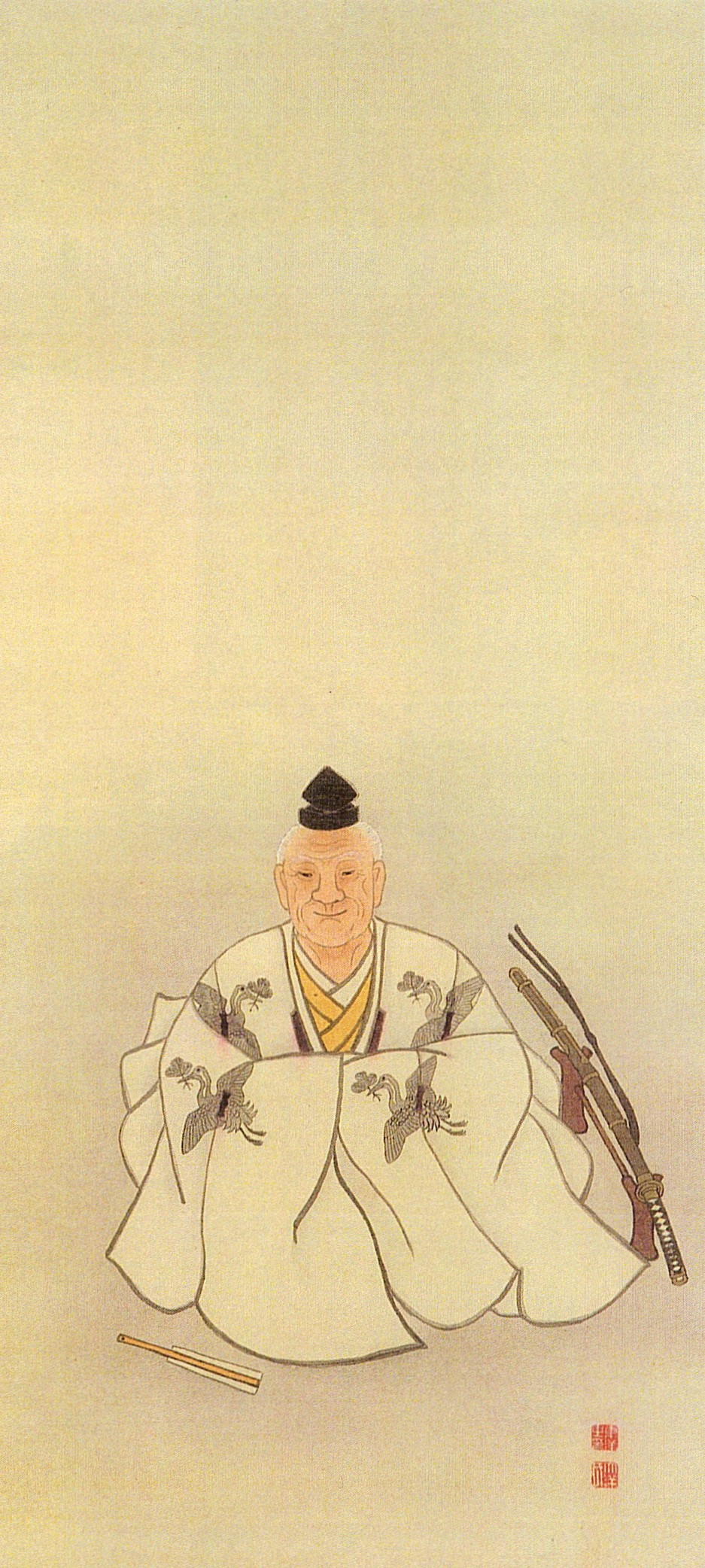
石川昭光

石川昭光（1550年—1622年）為日本戰國時代到江戶時代初期的大名、武將，本名伊達親宗。

## 生平
天文19年（1550年）、誕生，為伊達氏第15代當主‧伊達晴宗四男，本名親宗。永祿11年（1568年）、過繼給陸奧國石川郡三芦城主‧石川晴光，繼承石川氏家業並改名昭光（養嗣子）。之後隨同父親晴宗、哥哥輝宗和田村氏、佐竹氏戰鬥。
但是在天正13年（1585年）的人取橋之戰，昭光卻捨棄侄兒伊達政宗，和其他南奧諸大名一同站在妹夫‧佐竹義重一方，此戰伊達氏以奇蹟式險勝拿下勝利；直到天正17年（1589年）的摺上原之戰以後才又再次從屬於伊達氏。天正18年（1590年）、受封須賀川城；但同年為豐臣秀吉追究沒有參加小田原之戰的責任（奧州仕置），和三哥‧留守政景一起遭到改易（除封）的下場。
之後昭光回到伊達氏本家成為政宗的家臣，家格也被評價為一族之首（御一門筆頭）。政宗轉封到岩出山城後，也受封志田郡松山城6000石俸祿。文祿4年（1595年）、伊具郡角田城主‧伊達成實突然離開伊達家，昭光代替成實擔任角田城主，連同嫡子石川義宗，俸祿總計增加1萬石。
慶長8年（1603年）、將家督之位讓與義宗，但義宗在慶長15年（1610年）過世，因嫡孫‧石川宗敬年紀尚幼，昭光只得以監護人身分暫代政務。元和元年（1622年）7月10日逝世，享年73歲。

## 相關作品
- 大河劇-獨眼龍政宗（睦五朗）